# Brandon Sklenar
Brandon Sklenar est un acteur américain.
Il est surtout connu pour avoir joué dans les films Mapplethorpe et Vice.

## Biographie

### Jeunesse et éducation
Brandon Sklenar naît à Dover, au New Jersey, de Bruce Feakins et Francine Sklenar, d'origine italienne et tchécoslovaque, et grandit dans le New Jersey.
Ses parents divorcent quand il est encore jeune. Il fréquente l'école à Newton (New Jersey) et Hopatcong (New Jersey). Il est diplômé du Hackettstown High School, puis fréquente le County College of Morris pendant un an avant d'abandonner pour s'installer à Los Angeles et poursuivre une carrière d'acteur.

### Carrière
Brandon Sklenar fait ses débuts au cinéma professionnel dans le film Cornered (2011). L'année suivante, il apparait dans la série télévisée Dating Rules from My Future Self puis dans le film Chance (2014), la série comique de NBC Truth Be Told en 2015, les films Hunky Dory et Bella Donna, et la série télévisée Fall into Me en 2016 et le film d'horreur américano-japonais Temple,,, et la série de sitcom Fox New Girl en 2017.
Il apparait dans le film dramatique biographique de 2018 Vice, aux côtés d'Amy Adams, Steve Carell, Christian Bale et Sam Rockwell. Le film explore la vie de l'homme politique Dick Cheney et est réalisé par Adam McKay, lauréat d'un Oscar. Brandon Sklenar apparaîtra dans le prochain film d'Amir Naderi, Magic Lantern, en plus des films The Last Room et Glass Jaw. En juin 2018, Brandon Sklenar  joue également dans le film dramatique indépendant Indigo Valley, basé sur le court métrage du même nom de la réalisatrice Jaclyn Bethany. La même année, Brandon Sklenar joue le rôle principal dans London Calling, un thriller policier noir qui tisse le genre de gangster britannique avec le western américain, face à Ron Perlman, Malcolm McDowell, Nicholas Braun et Leven Rambin.    
Dans Midway de Roland Emmerich pour Lionsgate, avec Woody Harrelson, Luke Evans et Patrick Wilson, Brandon Sklenar incarne George H. Gay Jr., le seul survivant des trente hommes d'équipages qui ont participé à la cruciale bataille de Midway pendant la Seconde Guerre mondiale.

## Filmographie

### Cinéma
- 2011 : Cornered : le patron du club
- 2016 : Hunky Dory : Virgile
- 2017 : Temple : James
- 2018 : Mapplethorpe : Edward Mapplethorpe
- 2018 : Vice : Bobby Prentace
- 2018 : Magic Lantern : Austin
- 2019 : Midway : George Gay
- 2019 : Jonesin' : Deke Jones
- 2020 : The Big Ugly : Jr., le fils de Preston
- 2024 : Jamais plus : Atlas
- 2025 : Drop Game (Drop) de Christopher Landon : Henry
- 2025 : La Femme de ménage (The Housemaid) de Paul Feig : Andrew

### Télévision
- 2022 : 1923 (série TV) : Spencer Dutton

### Courts métrages
- 2014 : Chance : acteur (court métrage)
- 2016 : Bella Donna : homme (court métrage)